# 岡本能茂
岡本 能茂（おかもと よししげ）は江戸時代の武士。

## 略歴
江戸にて岡本義住の子として生まれるが、その頃、住んでいた上野広小路の屋敷は、度々火災の延焼の被害を受けており、7歳の時に父も亡くなったため、母と共に母の実家である下野国那須郡森田の地に戻り、祖父である大田原政継、政継の死後は、森田大田原氏の庇護を受けて暮らす。
宝暦7年（1757年）9月28日に85歳で没する。

## 参考資料
- 岡本氏系譜（下野史談 第八巻掲載）